# Míčová hra

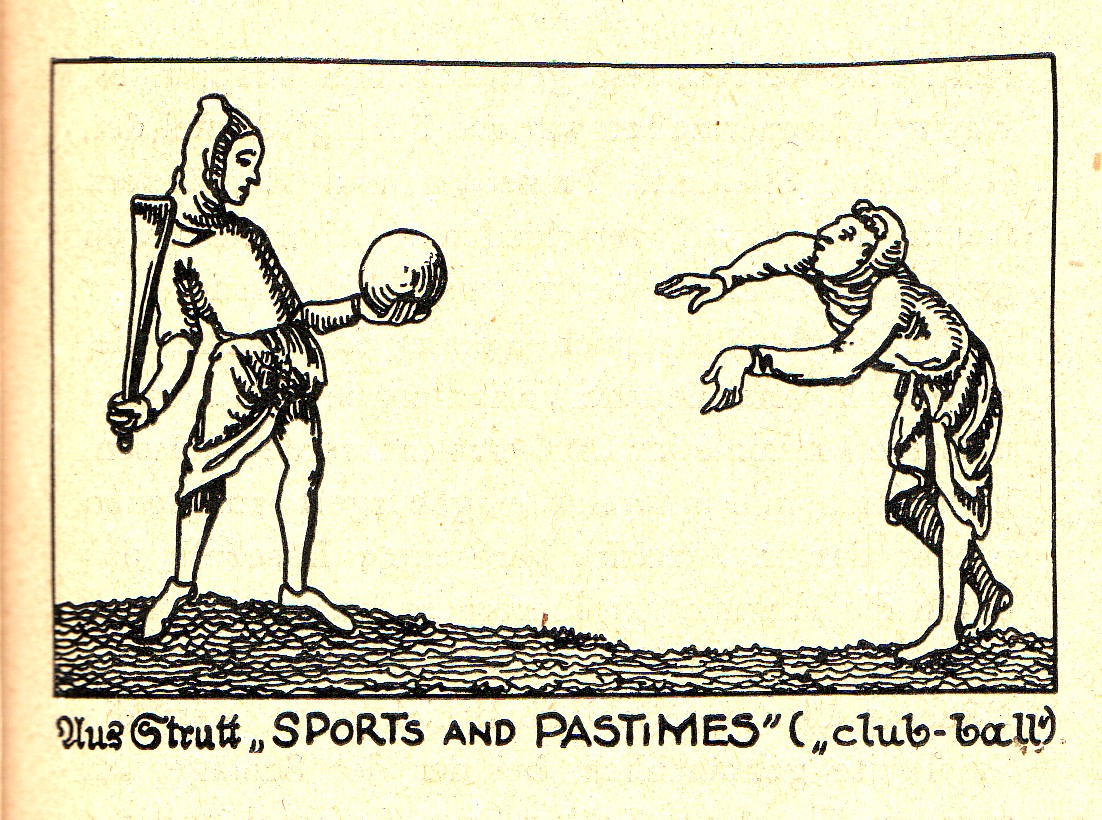
Míčová hra patřila mezi oblíbenou zábavu lidí již ve středověku.

Míčové hry jsou sport, který se hraje s alespoň jedním míčem. Míč může být kulový nebo oválný, vybavený rukojetí nebo stabilizátory letu, pletený, prolamovaný, opatřený pohyblivou výplní, dutý nebo plný. V jednotlivých sportech se liší velikost, hmotnost a materiál míče.
Míčové sporty se hrají většinou mezi dvěma skupinami (dvouhra, čtyřhra, tým) s míčem, který lze po ztrátě nebo rozbití vyměnit za nový. Míč se uvádí do pohybu částí těla (nejčastěji rukou či nohou) nebo náčiním (např. raketou či pálkou). Existují však i hry, které využívají více kulových objektů, i když ne současně.
Mnoho míčových her je organizováno v ligách a časté jsou i mezinárodní turnaje. Některé z míčových her jsou olympijskou disciplínou. Nejhranější a nejoblíbenější míčovou hrou na světě je fotbal.
Míčové hry lze rozlišit do následujících skupin:

## Gólové hry
- basketball (košíková)
  - streetball
- fotbal (kopaná)
  - futsal (halový fotbal)
  - malý fotbal
- goalball
- házená
- horseball
- kolová
- korfbal
- kronum
- netball
- pushball
- ragby
  - americký fotbal
    - flag football

  - australský fotbal
  - kanadský fotbal
  - podvodní ragby
  - rugby league
  - rugby union
- sixball
- stolní fotbal
- tchoukball
- vodní pólo

### Gólové hry s náčiním
- bandy
- florbal
- hokej na kolečkových bruslích
- hurling
- inline hokej
- jugger
- lakros
  - interkros
- mudlovský famfrpál
- pólo
  - bike pólo
  - sloní pólo
- pozemní hokej

## Síťové hry
- nohejbal
- sepak takraw
- teqball
- volejbal (odbíjená)
  - plážový volejbal

### Síťové hry s raketou
- badminton
- faustball
- jeu de paume
- pelota
- tenis
  - plážový tenis
- stolní tenis

## Míčové hry hrané o zeď
- raketbal
- ricochet
- squash

## Míčové pálkovací hry na čtvercovém poli
- baseball
- brännball
- pasák
- softball
- tee-ball

### Míčové pálkovací hry na obdélníkovém poli
- kriket
- oină

## Míčové hry s jamkou či překážkou
- golf
  - footgolf
  - minigolf
- kroket
  - roque
- kuličky

### Kulečníkové hry
- karambol
- pool
  - fotbalpool
- snooker

## Kuželky
- bowling
- kuželky
  - ruský kuželník

## Hry s více míči
- boccia
- bowls
- petanque

## Ostatní míčové hry
- kin-ball
- vietnamský badminton
- vybíjená
  - ga-ga

## Historické
- cchu-ťü
- čchuej-wan
- harpastum
- kemari
- tlachtli
- trigon

Kromě výše uvedeného dělení, lze míčové sporty dělit i podle prostředí např. na vodní, plážové, venkovní a halové.

## Podobné
- raketový sport